# Metal amorfo

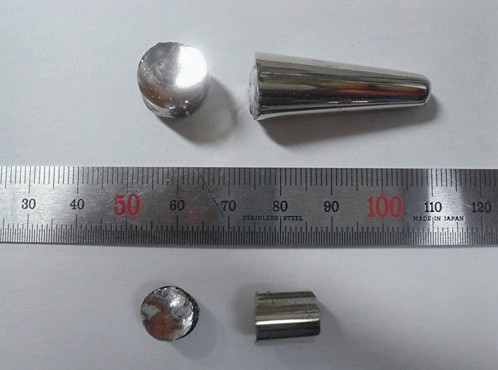
Muestras de metal amorfo, con escala en centímetros.

Un metal amorfo es un material metálico con una estructura desordenada a escala atómica. A diferencia de la mayoría de los metales, que son cristalinos y por lo tanto tienen un arreglo sumamente ordenado de átomos, los aleados amorfos son no cristalinos. Los materiales en los cuales se produce una estructura así de desordenada en forma directa desde el estado líquido durante la solidificación se llaman "vidrios", por lo que los metales amorfos son comúnmente referidos como "vidrios metálicos" o "metales vítreos". Sin embargo, existen varias formas, además de la solidificación extremadamente rápida, para producir metales amorfos, incluyendo deposición física de vapores, reacciones de estado sólido, implantación de iones, melt spinning, y aleación mecánica. Algunos científicos no consideran a los metales amorfos producidos mediante estas técnicas como vidrios. Sin embargo, los especialistas en materiales consideran generalmente a los aleados amorfos como una única clase de materiales, independientemente de cómo fueron obtenidos.
Antiguamente se producían pequeños lotes de metales amorfos mediante una variedad de métodos de enfriamiento rápido. Por ejemplo, se han producido alambres de metal amorfo mediante pulverización de metal fundido sobre un disco de metal girando (melt spinning o torneado en estado de fusión). El enfriamiento rápido, que se produce en el orden de millones de grados por segundo, es demasiado rápido para permitir la formación de cristales y el material entonces queda "atrapado" en estado vítreo. Más recientemente, se han obtenido una serie de aleaciones con tasa de enfriamiento crítica lo suficientemente baja como para permitir la formación de estructuras amorfas en capas gruesas (más de 1 milímetro). Estos se conocen como vidrios metálicos masivos (bulk metallic glasses (BMG) por sus siglas en inglés). Liquidmetal vende una serie de BMGs a base de titanio, desarrollados en estudios llevados a cabo originalmente en el Caltech. Se han producido también lotes de aceros amorfos que muestran unas resistencias a la tracción mucho mayores que las de los aceros aleados convencionales. La producción de BMG por nuevas vías, como la impresión 3D, es un tema de actualidad en investigación.

## Historia
El primer vidrio metálico reportado fue una aleación (Au75Si25) producida en el Caltech por W. Klement (Jr.), Willens y Duwez en 1960. Esta y otras aleaciones formadoras de vidrio metálico primitivas tenían que ser enfriadas extremadamente rápido (en el orden del megakelvin por segundo, 106 K/s) para evitar su cristalización. Una consecuencia importante de esta limitación fue que los vidrios metálicos solo podían obtenerse en un número limitado de formas (por lo general listones, laminas o cables) caracterizadas por tener una de las dimensiones geométricas muy pequeña, para permitir con ello que el calor pudiera ser extraído lo suficientemente rápido para alcanzar la óptima velocidad de enfriamiento. Como resultado, los especímenes de vidrio metálico (salvo algunas excepciones) estaban limitados a un grosor de menos de 100 micrómetros.
En 1969, mientras se estudiaba una aleación de 77.5% paladio, 6% cobre, y 16.5% silicio, se encontró que tenía un rango crítico de enfriamiento de entre 100 a 1000 K/s.
En 1976, H. Liebermann y C. Graham desarrollaron un nuevo método de producción de cintas delgadas de metal amorfo en una rueda de giro rápido superenfriada (enfriador rotativo). Fue una aleación de hierro, níquel, fósforo y boro. El material, conocido como Metglas, fue comercializado a comienzo de la década de 1980 y fue utilizado para transformadores de distribución de potencia de baja pérdida (transformadores de metal amorfo). El Metglas-2605 está compuesto por un 80% de hierro y 20% de boro, tiene temperatura de Curie de 373 °C y una magnetización de saturación a temperatura ambiente de 1.56 teslas.
Al principio de la década de 1980, se produjeron también lingotes vítreos de 5 mm de diámetro a partir de una aleación de 55% paladio, 22.5% plomo, y 22.5% antimonio,  mediante una técnica de grabado superficial similar al aguafuerte seguida por ciclos de calentamiento y enfriamiento. Al utilizar un fundente a base de óxido de boro, se incrementó a un centímetro el grosor alcanzable.
Investigaciones en la Universidad de Tohoku y Caltech lograron aleaciones multicomponente basadas en lantano, magnesio, circonio, paladio, hierro, cobre y  titanio, con velocidades críticas de enfriamiento entre 1 K/s y 100 K/s, comparable a la de los óxidos vítreos.
En 1988, se encontró que algunas aleaciones de lantano, aluminio y cobre podían ser altamente vítreas.
No obstante en los 90' se desarrollaron nuevas aleaciones que forman vidrios a velocidades de enfriamiento tan bajas como un kelvin por segundo. Estas velocidades pueden lograrse sin problemas simplemente colando la aleación fundida en moldes metálicos. estas aleaciones amorfas "masivas" pueden moldearse en bloques de varios centímetros de espesor (dependiendo el máximo espesor de cada tipo de aleación) reteniendo aún una estructura amorfa. Las mejores aleaciones vítreas se basan en circonio y paladio, pero también se conocen aleaciones basadas en hierro, titanio, cobre magnesio, y otros metales. Varias aleaciones amorfas se logran explotando un fenómeno llamado efecto "confusión". Tales aleaciones contienen tantos elementos diferentes (a menudo doce o más) que, al enfriar a velocidades suficientemente altas, los átomos simplemente no pueden coordinarse en un estado cristalino estable antes de que su desplazamiento se detenga. De esta manera se consigue atrapar a los átomos en un estado de desorden aleatorio.
En 1992, se desarrolló en Caltech la primera aleación amorfa comercial, el Vitreloy 1 (41.2% Zr, 13.8% Ti, 12.5% Cu, 10% Ni, 22.5% Be), como parte de una investigación en nuevos materiales aeroespaciales por parte del Departamento de Energía de Estados Unidos y  de la NASA. A ésta siguieron otras variaciones.[cita requerida]
En 2004, dos grupos tuvieron éxito en producir acero amorfo masivo: uno del Oak Ridge National Laboratory, el otro de la Universidad de Virginia. El grupo de Oak Ridge se refería a su producto como "acero vítreo". El producto resultó carecer de magnetismo a temperatura ambiente, y ser también significativamente más resistente que el acero convencional, aunque faltaba un largo proceso de investigación y desarrollo antes de que estuviera disponible para uso público o militar.

## Propiedades
A pesar de su nombre un metal amorfo más bien suele ser una aleación antes que un metal puro. Las aleaciones contienen átomos de tamaños significativamente diferentes, esto provoca que los volúmenes libres sean bastante menores a los de los metales puros, y esto a su vez provoca que estas aleaciones en estado fundido tengan viscosidades varios órdenes de magnitud mayores que las de las aleaciones normales y metales en estado fundido. Al ser mucho más viscosas el movimiento de los átomos individuales es menor, lo que dificulta que se muevan con la suficiente rapidez para formar una retícula ordenada. La estructura a nivel atómico del material implica también una menor contracción durante el enfriamiento, y una mayor resistencia a la deformación plástica. La ausencia de bordes de grano, que son los puntos débiles de los materiales cristalinos, conduce a una mayor resistencia al desgaste y a la corrosión. Los metales amorfos, si bien son técnicamente vidrios, son más tenaces y menos frágiles que los óxidos vítreos y las cerámicas.
La conductividad térmica de los materiales amorfos es menor que la de los cristalinos. Como la formación de estructuras amorfas se basa en el enfriamiento rápido, esto limita el grosor máximo alcanzable.
Para lograr la formación de la estructura amorfa incluso mediante enfriamiento lento, la aleación debe estar compuesta de tres o más componentes, lo que lleva a celdas cristalinas unitarias complejas, con una mayor energía potencial y por lo tanto menor chance de formación. El radio atómico de los componentes tiene que ser significativamente diferente (más de 12%) para lograr una alta densidad de empaquetamiento y volúmenes libres bajos. La combinación de componentes debería tener un calor de mezcla negativo para inhibir la nucleación de cristales y prolongando así el tiempo en que el metal fundido se encuentra en estado sobreenfriado.
Las aleaciones de boro, silicio, fósforo, entre otros elementos vítreos, con metales magnéticos (hierro, níquel, cobalto) son magnéticas, con baja coercividad y alta resistencia eléctrica. La alta resistencia permite que presenten menores pérdidas por corrientes parásitas cuando se someten a campos magnéticos alternados, una propiedad que resulta muy deseable, por ejemplo, en los núcleos de transformadores.
Las aleaciones amorfas tienen propiedades potencialmente útiles. En particular, tienden a ser más fuertes que las aleaciones cristalinas químicamente similares, y pueden soportar una mayor deformación elástica reversible. Los metales amorfos deben su fortaleza precisamente a su estructura no cristalina, que no presenta los defectos que limitan la resistencia de las aleaciones cristalinas (como las dislocaciones). Un metal amorfo moderno, conocido como Vitreloy, tiene una resistencia a la tracción de al menos el doble que la del titanio de alto grado. No obstante, los metales vítreos a temperatura ambiente no son dúctiles, y tienden a fallar bruscamente cuando se traccionan, lo que limita su utilidad en aplicaciones de confiabilidad crítica, donde la falla inminente no suele ser evidente. Por lo tanto hay considerable interés en producir materiales compuestos de matriz metálica, que consisten en una matriz de vidrio metálico que contiene en su interior partículas dendríticas o fibras de un metal cristalino dúctil.
Tal vez la propiedad más útil de los metales amorfos masivos es que son vidrios auténticos, lo que implica que se ablandan y fluyen con el calor. Esto permite que sean procesados por técnicas muy sencillas, tales como el moldeo por inyección, en formas similares a los polímeros. Como resultado, las aleaciones amorfas se han comercializado para uso en equipamiento deportivo, dispositivos médicos y gabinetes para equipamiento electrónico.
Se puede depositar una capa delgada de metal amorfo como cubierta protectora mediante termoproyección oxi-combustible de alta velocidad.

## Aplicaciones
Los metales amorfos (vidrios metálicos) muestran un comportamiento único de ablandamiento por encima de su temperatura de transición vítrea, este comportamiento se ha explorado en forma creciente para aprovecharlo en técnicas de conformación termoplástica.
Se ha demostrado que los vidrios metálicos pueden moldearse en escalas extremadamente pequeñas desde 10 nm a varios millimetros.
Se ha sugerido que esto puede resolver los problemas de nanoimpresión litográfica, los nanomoldes de silicio se rompen con facilidad, mientras que los nanomoldes de vidrio metálico resultan más fáciles de fabricar y más duraderos.
Se cree que la aleación Ti40Cu36Pd14Zr10 es no cancerígena, tres veces más resistente que el titanio, y su módulo de elasticidad se aproxima al de los huesos. tiene una alta resistencia al desgaste y no produce polvo por abrasión. No experimenta contracción durante la solidificación, por lo que puede ser moldeado con su volumen definitivo. Se puede generar una superficie biológicamente compatible mediante modificación de la superficie por láser, permitiendo una mejor unión con el hueso.
El Mg60Zn35Ca5, enfriado rápidamente para lograr una estructura amorfa, está siendo investigado como un biomaterial para implantación en huesos como material de base para la fabricación de tornillos, clavos, o placas para ser utilizado en fracturas. A diferencia de los materiales tradicionales como el titanio o acero, este material se disuelve a razón de 1 mm por mes, y es reemplazado por tejido óseo. Esta velocidad puede modificarse ajustando el contenido de cinc.